# Ernst Didring

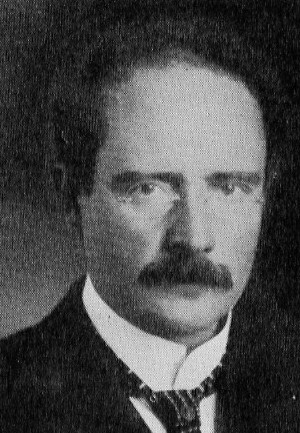
Ernst Didring omkring 1930.

Ernst Didring, född 18 oktober 1868 i Stockholm, död där 13 oktober 1931, var en svensk författare.

## Biografi
Ernst Didrings föräldrar var litografen Anders Gustaf Andersson och Maria Juliana Hellberg. Didring påbörjade läroverksstudier men kunde inte avsluta dem på grund av brist på pengar. Han blev kontorsskrivare i Järnvägsstyrelsen 1890 och gifte sig 1899 med den danska konstnären Jeanne Rye. Han var 1908–1914 förste bokhållare i milkontoret, 1904–1910 fullmäktig i Statens järnvägstrafiks pensionsinrättningar, och 1910 ledamot av direktionen för dessas kassa och 1906–1908 sekreterare eller ordförande i pensionsfullmäktiges arbetsutskott.
Från 1914 var Didring författare på heltid. 1913–1914 var han teateranmälare i Dagen och 1914–1918 i Aftonbladet. Under tiden 1915–1920 blev han ledamot av Svenska Röda Korsets hjälpkommitté för krigsfångar och på uppdrag utgav han 1920 redogörelsen Sveriges hjälp till krigsfångarna. Efter första världskriget reste Didring 1920–1922 i Frankrike, Schweiz, Italien och Tyskland.
Åren  1915–1920 och 1923–1929 var Didring ordförande i Sveriges författareförening.

## Författarskap
Didrings författarskap präglades av en naturalistisk stil och detaljerade beskrivningar, och i sina böcker lyfte han fram mänsklighet och samarbete i kollektiven. Han gav i sina verklighetstrogna romaner och dramer utblickar över samtiden med sociala perspektiv.
Hans huvudserie och mest kända bok är romantrilogin "Malm" som utkom 1914–1919. Bland annat återger han där i romantiserad form berättelsen om Svarta Björn, i romanen en kvinna kallad "Margit", som blev ihjälslagen av en rival som dock inte blev straffad för dråpet, utan endast utvisad till Norge.
Därutöver är ytterligare några av hans romaner (Grålögatrilogin; "Världsspindeln"; "Det mörkblå frimärket") viktiga från litteraturhistorisk synpunkt. Hans böcker tecknar en omfattande bild av livet i Sveriges samhälle vid sekelskiftet 1900, ibland lika aktuellt idag.
Ofta var det bara några månader efter originalen som de europeiska översättningarna utkom. Framför allt i Tyskland fanns stort intresse för hans verk. Översättningar av Elke von Hollander-Lossow är de mest detaljerade och mest precisa. Dessutom skrev han ett flertal skådespel, som var välkända på Stockholms teatrar under hans tid.
| ”                          | Didrings skådespel ha dramatisk spänning, måleriska och effektfulla situationer samt god dialog. I berättelserna härska lugn ironi, medkänsla med lifvets styfbarn och ett sundt, manligt allvar. Didring har utvecklat en synnerligen omfångsrik litterär verksamhet på såväl prosaberättelsens som dramats område. | „ |
| – Nordisk familjebok, 1923 | |   |

## Priser och utmärkelser
Ernst Didring tilldelades De Nios stora pris 1931.